# کمیته سرپرستی زمین
کمیته سرپرستی زمین یک مؤسسه غیرانتفاعی است که مسکن قابل خرید، باغ‌های مشترک، ساختمان‌های شهری، فضاهای تجاری و دارایی‌های مشترک دیگر را از طرف یک کمیته، رشد می‌دهد و بر آن‌ها نظارت می‌کند. کمیته سرپرستی زمین نیازهای اشخاص را برای دسترسی به زمین و حفظ امنیت اجاره، با درنظرگرفتن نیاز کمیته به حفظ قابل خرید بودن، تنوع کاربری اقتصادی، و دسترسی محلی به خدمات مورد نیاز را، متعادل می‌کند.

## مرور تاریخی
کمیته سرپرستی زمین (CLT)مدلی منصفانه از مسکن قابل خرید است و کمیته گسترش که بیشتر در کشورهای ایالات متحده، کانادا، و بریتانیا طی ۴۰ سال گذشته رواج پیدا کرده‌است. مدل (CLT)در ایالات متحده، به وسیله رالف بورسودی و رابرت سوان ابداع شد. این مدل براساس نمونه-های پیشین کمیته‌های طراحی شدهٔ املاک اجاره‌ای، شامل جنبش گاردن سیتی دربریتانیا، کمیته-های تک مالیاتی در ایالات متحده آمریکا، روستاهای «گرامدان» در هند، و کمیته‌های «مُشاوِ» زمین‌های متعلق به صندوق ملی یهود در اسرائیل، طرح‌ریزی شده. مدل اصلی برای (CLT) در سال ۱۹۶۹ حوالی آلبانیِ جورجیا، توسط رهبران حقوق شهروندی که به دنبال راه جدیدی برای دستیابی به زمین برای کشاورزان آفریقایی-آمریکایی بودند، شکل گرفت.

## تاریخچه
براساس وب سایت "ای. اِف شوماخر سوسایتی": "سوان" از"رالف بورسودی" و از کارِ"بورسودی" با "جی. پی نارایان" و "وینوبا بِهاوی"، که هر دو از شاگردان "گاندی" بودند، الهام گرفت. "وینوباً از روستایی به روستای دیگر در مناطق روستایی هند در دهه‌های ۵۰ و ۶۰ قدم می‌زد و مردم را دور هم جمع می‌کرد و از آنهایی که بیشتر از نیازشان زمین داشتند درخواست می‌کرد که قسمتی از زمین-هایشان را به برادرها و خواهرهای فقیرترشان بدهند. آغاز کار به عنوان جنبش "بودان" یا جنبش "اهدای زمین" شناخته شد، و بسیاری از رهبران هند به این جنبش ملحق شدند.
با این وجود بعضی از صاحبان جدید زمین، مأیوس شدند زیرا بدون ابزار کار، بذر برای کاشت، بدون سیستم اعتبار قابل پرداخت برای خرید تجهیزات لازم، زمین برای آن‌ها بی‌فایده بود. آن‌ها خیلی زود زمین هایشان را به زمین داران بزرگ می‌فروختند و به شهر می‌رفتند. با مشاهده این اتفاق، "وینوباً سیستم "بودان" را به سیستم "گرام دان" یا سیستم هدیهٔ روستایی تغییر داد. تمام زمین اهدا شده متعاقباًّ به وسیلهٔ خود روستا نگهداری می‌شد. روستا بعداً زمین را به کسانی که توانایی کار روی آن را داشتند اجاره می‌داد. قرارداد اجاره اگر زمین مورد استفاده قرار نمی‌گرفت لغو می‌شد. جنبش گرام دان تعدادی از کمیته‌های نگهداری زمین‌های روستایی را تشویق کرد که باعث به وجود آمدن CLTها در ایالات متحده شد.
در ایالات متحده اولین سازمانی که با عنوان کمیته سرپرستی زمین لقب گرفت، شرکت کمیته‌های نوین نامیده شد، وبا هدف کمک به کشاورزان آفریقایی-آمریکایی در مناطق جنوبی و روستایی‌نشین برای دسترسی به زمین کشاورزی وکار همراه با امنیت روی آن، شکل گرفت.
یک پیشگام در این زمینه کمیته «سِلو» در کارولینای شمالیبود، که در سال ۱۹۳۷ توسط «آرتور ارنست مورگان» تأسیس شد.
کمیته‌های نوین: «رابرت سوان» با «سلاتر کینگ»، رئیس جنبش آلبانی و خویشاوند «مارتین لوتر کینگ»، «چارلز شِرود» که یک سازمان دهندهٔ کمیته دانش جوییِ معتدل ضدخشونت بود، و اشخاصی از بقیه سازمان‌های طرفدار حقوق شهروندی در جنوب برای توسعه شرکت کمیته‌های نوین، هم کاری کرد. «سازمانی غیرانتفاعی برای نگهداری از زمین با سرپرستی همیشگی، برای استفاده دائمی کمیته‌های روستایی»
الگوی آن‌ها از سازمان کمیته‌های نوین تأثیر زیادی روی تجربیات صندوق ملی یهود(JNF)، برای در دسترس قرار دادن زمین در طول ۹۹ سال مدت اجاره برای گسترش کمیته‌های برنامه‌ریزی شده و همکاری‌های کشاورزی، داشت. JNF در سال ۱۹۰۱ برای خرید و توسعه زمین در اسرائیل برای سکونت یهودیان تأسیس شد. تا سال 2007 JNF مالک ۱۳٪ زمین‌ها در اسرائیل بود. این سازمان سابقه‌ای طولانی در اجاره زمین به اشخاص، به شرکت‌های تعاونی، و به کمیته‌های بین‌المللی مثل «کیبوتزیم» و «مشاویم»، دارد. «سوان»، «سلاتر کینگ»، «چارلز شِرود»، «فای بِنت» مدیر صندوق اجاره زمین‌های کشاورزی بین‌المللی، و چهار نفر دیگر از اهالی جنوب در سال ۱۹۶۸ به اسرائیل سفر کردند، تا بتوانند ازاجاره زمین سود بیشتری کسب کنند. آن‌ها تصمیم گرفتند که مدلی شامل اجاره‌های شخصی برای مسکن فردی و اجاره‌های تعاونی برای زمین‌های کشاورزی طراحی کنند. شرکت کمیته‌های نوین یک زمین کشاورزی ۲۰ کیلومتر مربعی نزدیک آلبانی جورجیا در سال ۱۹۷۰ خریداری کرد و طرحی برای زمین در نظر گرفت و برای ۲۰ سال روی آن کشاورزی کرد. در نهایت آن زمین از دسترس خارج آن‌ها شد، ولی الگوی کمیته‌های نوین، الهام بخش تشکیل تعداد زیادی CLT روستاییِ دیگر شد. این روند همچنین الهام بخش و شکل دهنده اولین کتاب دربارهٔ CLT شد، که در سال ۱۹۷۲ به وسیله «مؤسسه مستقل بین‌المللی» تهیه شد.
«رالف بورسودی»، «رابرت سوان»، و «رابرت هانش»، مؤسسه بین‌المللی را در سال ۱۹۶۷ تأسیس کردند تا آموزش و کمک فنی را، که با طراحی مدلی از روستاهای گرامدان در هند توسعه یافته بودند، برای رشد کشاورزی در ایالات متحده و کشورهای دیگر فراهم کنند. در سال ۱۹۷۲، «سوان»، «هانش»، «شیون گاتشالک»، و «تِد وستر» مدلی جدید برای اجاره زمین در آمریکا در کمیته سرپرستی زمین پیشنهاد کردند. این اولین کتاب در مورد اسم گذاری و توصیف این روش جدید در جهت مالکیت زمین، مسکن، و دیگر ساختمان‌ها بود. یک سال بعد، آن‌ها نام مؤسسه مستقل بین‌المللی را به موسسه‌ای برای اقتصادِ کمیته(ICE)، تغییر دادند.
در دهه ۸۰،ICEشروع به رواج مفهوم جدیدی از CLT، با استفاده از طرح مدل تازه‌ای برای مشکلات مالی خرید مسکن، نوسازی، جابجایی، شروع مجدد زندگی در مناطق شهری، کرد. از سال ۱۹۹۰–۱۹۸۰، «چاک ماتای» یک فعال با زمینه‌های فعالیت در جنبش کاتولیک کارگری و جنبش صلح، به عنوان مدیر اختصاصی ICE خدمت کرد. سپس در گرین فیلد، MA، و اکنون عضو صندوق مسکن ملی واقع در واشینگتن، شروع به کار کرده‌است. CLTپیشگام در کمیته مدرن سرپرستی زمین و مدل‌های صندوق وام بود. در طول زمان اجاره از نوع «ماتای»، تعداد کمیته‌های نگهداری زمین از ۱۲ عدد به بیش از ۱۰۰ گروه در ۲۳ ایالت، افزایش یافت که صدها واحد مسکن قابل خرید دائمی را ساخت، بعلاوه امکانات خدماتی، تجاری و عمومی را فراهم ساخت. با کمک همکارانش، «ماتای» توسعه ۲۵ صندوق وام منطقه‌ای را فراهم کرد، و انجمن ملی توسعه صندوق وام را، که بعدها به عنوان کمیته ملی مشارکت سرمایه شناخته شد، سازماندهی کرد. از ۱۹۹۰–۱۹۸۵، «ماتای» به عنوان بنیان‌گذار انجمن و از ۱۹۸۸–۱۹۸۳ به عنوان عضو انجمن بنیان‌گذار هم‌اندیشی سرمایه‌گذاری اجتماعی (انجمن حرفه‌ای ملی در زمینه سرمایه‌گذاری‌های اجتماعی)، خدمت کرد. «ماتای» همچنین در اواسط دهه ۸۰ تلاش کرد تا به سوالات قانونی و کاربردی دربارهٔ CLTهایی که به عنوان بانک، ادارات عمومی و بقیه نهادها که با افزایش تلاش‌ها برای ایجاد چنین سازمان‌های کمیته بنیادی در کل کشور تشکیل می‌شدند، پاسخ دهد.
اولین CLT شهری، کمیته زمین تعاونی سینسیناتی، در سال ۱۹۸۱ توسط یک انجمن بین‌المللی از کلیساها و وزارت‌خانه‌ها برای جلوگیری از تغییر مکان ساکنان آفریقایی-آمریکایی، تأسیس شد. طی دهه ۸۰ تعداد CLTهای شهری شدیداً افزایش یافت. آن‌ها گاهی برخلاف برنامه‌ها و سیاست‌های شهرداری، مثل نمونه‌هایی در سسینسیناتی، شکل می‌گرفتند. در شهرهای دیگر مثل برلینگتون، ورمونت وسیراکوس، و نیویورک، CLTها با مشارکت یک دولت محلی شکل می‌گرفتند. یکی از مهم‌ترین CLTهای مشارکت شهری در سال ۱۹۸۹ وقتی که یک CLT فرعی شرکتِ Dudley Neighborhood Initiative به وسیلهٔ شهر بوستون قدرت گرفت، تأسیس شد.
هم اکنون ۲۵۰ ،CLT در ایالات متحده آمریکا وجود دارد. جنبش‌های نوپای CLT، همچنین در انگلستان، کانادا، استرالیا، بلژیک، کنیا و نیوزیلند، در حال پیشرفت است. در سال ۲۰۰۶، یک انجمن ملی در ایالات متحده برای کمک به CLTها تأسیس شد که شبکه CLT ملی نام گرفت. همچنین آکادمی CLT ملی برای خدمت به عنوان شبکه تحقیق و آموزش، تأسیس شد. اخیراً در بریتانیا و استرالیا شبکه‌های مشابه در سطح ملی، برای ارتقاء و حمایت CLTها، شکل گرفته‌است.

## ویژگی‌های کلیدی
از سال ۱۹۹۲، تعریف ویژگی‌های مدل CLT در قانون فدرال ایالات متحده اهمیت پیدا کرده‌است. تفاوت‌های زیادی میان صدها سازمانی که خودشان را یک CLT می‌نامند، وجود دارد، اما در بیشتر آن‌ها باید ۱۰ ویژگی کلیدی یافت شود.
مؤسسه معاف از مالیات، غیرانتفاعی CLT یک شرکت مستقل و نه برای منفعت است که به‌طور قانونی در ایالتی که در آن واقع شده‌است، اجاره می‌شود. بسیاری از CLTها به‌طور مستقل آغاز به کار می‌کنند، اما بعضی از آن‌ها با پیوند به یک شرکت غیرانتفاعی شروع به کار می‌کنند. بیشتر CLTها هدف‌ها و منابعشان را به سمت فعالیت‌هایی خیرخواهانه، مثل فراهم کردن مسکن برای مردم کم درآمد و مناطق آسیب دیدهٔ در حال توسعه متوجه می‌کنند تا آن‌ها قابل شرایط دریافت تسهیلات ازIRS(خدمات درآمد داخلی) شوند.
مالکیت دوجانبهیک شرکت غیرانتفاعی (CLT)، چندین قطعه زمین از یک ناحیه جغرافیاییِمشخص را به قصد حفظ همیشگی مالکیت این زمین‌ها، بدست می‌آورد. هر ساختمانی که قبلاً روی این زمین بنا شده، می-تواند توسط CLT تصاحب شود یا می‌تواند به یک خریدار شخصی، شرکت مسکن تعاونی، یک توسعه دهنده غیرانتفاعی خانه‌های اجاره‌ای، یا دیگر موسسات غیرانتفاعی، حکومتی، یا موسسات انتفاعی، فروخته شود.
زمین اجاره شدهاگرچه CLTها هرگز زمین هایشان را نمی‌فروشند، آن‌ها می‌توانند برای زمین شان به وسیلهٔ مالکان هر ساختمانی که در آنجا واقع شده، استفاده اختصاصی تعیین کنند. قطعات زمین می‌تواند به صاحبان شخصی یا به مالکان انواع دیگر بناهای تجاری یا اقامتی، از طریق اجاره‌های بلندمدت، منتقل شود. این قرارداد دو طرفه بین مالک زمین (CLT) و مالک ساختمان از سودهای نهایی در امنیت، حریم خصوصی، ارث، و ارزش خالص ملک، محافظت می‌کند. درحالی که سود CLTها را در جهت استفاده در راه درست، سالم نگه داشتن بناها، و حفظ قابل خرید بودن بناهای واقع در این زمین‌ها، قرار می‌دهد.
قابل خرید بودن دائمی CLT یک گزینه برای خرید مجدد هر بنای مسکونی (یا تجاری) واقع در زمینش، در نظر می‌گیرد. قیمت فروش مجدد به وسیلهٔ فرمولی در اجاره نامه برای امکان بازگشت منصفانه سرمایه مالکان کنونی خانه مشخص می‌شود، درحالی که به خریداران بعدی امکان دسترسی منصفانه به مسکن با یک قیمت مناسب داده می‌شود. با توجه به طراحی و هدف، CLT مجبور به حفظ دائمی قابل خرید بودن مسکن (و دیگر بناها) از یک مالک به مالک دیگر، و از یک نسل به نسل دیگر، است.
مسئولیت دائمی وقتی که یک ساختمان فروخته می‌شود CLT به‌طور ناگهانی ناپدید نمی‌شود. به عنوان مالک اصلی زمین و به عنوان مالک یک گزینه برای خرید مجدد هر ساختمانی که در زمین‌هایش واقع است، CLT یک سود دائمی در رابطه با اتفاقی که برای این بناها و صاحبان آن‌ها می‌افتد، کسب می‌کند. اجاره زمین احتیاج به سکونت مالک و مسئولیتِ استفاده از آنجا را دارد. برای جلوگیری از قرارگرفتن بناها در معرض خطر، اجاره نامه به CLT حق دخالت و اجبار به تعمیرات را می‌دهد. برای جلوگیری از کوتاهی مالکان در پرداخت اجاره، اجاره نامه به CLT اجازه دخالت و رفع مشکل پرداخت اجاره را، می‌دهد. CLT به عنوان یک طرف قرارداد، از تمامیت ساختمانی بناها و امنیت سکونتی ساکنان محافظت می‌کند.
بنیاد و اساس کمیته CLT در محدوده مناطق مشخصی کار می‌کند. این امر به وسیلهٔ و پاسخگویی مردمی که در این مناطق سکونت می‌کنند، صورت می‌پذیرد. هر شخص بالغی که در زمین‌های CLT سکونت دارد می‌تواند به یک عضو رای‌دهنده در CLT تبدیل شود. این کمیته ممکن است شامل یک منطقه واحد، چند منطقه یا در بعضی موارد، یک بخش، شهر یا شهرستان کامل را شامل شود.
کنترل اقامت دو سوم مدیران هیئت CLT از بین مردم انتخاب و به وسیلهٔ آن‌ها نامزد و انتخاب می‌شوند. مردمی که یا در CLT زندگی می‌کنند، یا در کمیته‌های مشخص شده CLT حضور دارند اما در زمین‌های CLT زندگی نمی‌کنند.
حکومت سه بخشی هیئت مدیران کلاسیک CLT از سه بخش تشکیل می‌شود که هرکدام شامل تعداد مساوی جایگاه هستند. یک سوم شورا نمایندهٔ سودهای مردمی هستند که زمین ازCLT اجاره کرده‌اند (نمایندگان اجاره کنندگان). یک سوماعضا نماینده منافع ساکنان کمیته‌های اطراف هستند که زمین CLT را اجاره نکرده‌اند (نمایندگان عمومی). یک سوم نمایندگان را مقامات دولتی، محلی، حامیان مالی، تأمین-کنندگان غیرانتفاعی مسکن یا خدمات اجتماعی، و دیگر اشخاص که انتظار می‌رود در جهت منافع عمومی صحبت کنند؛ تشکیل می‌دهند (نمایندگان همگانی). کنترل هیئت CLT برای اطمینان از اینکه تمام منافع در نظر گرفته شود و هیچ سودی نادیده گرفته نشود، پراکنده و همچنین متوازن می‌شود.
بدست آودن توسعه طلبانه CLTها روی یک پروژه خاص واقع در یک قطعه زمین، متمرکز نشده‌اند. آن‌ها شامل یک برنامه فعالِ توسعه و بدست آوری با هدف گسترش تملک زمین‌های CLT و افزایش منابع قابل خرید مسکن (و دیگر انواع ساختمان‌ها) تحت نظارت CLT هستند. تملک CLT به ندرت روی یک قسمت از کمیته متمرکز می‌شود. آن‌ها در عوض گرایش به پراکندگی، در تمام ناحیهٔ خدمات CLTکه از بقیه خانه‌ها در همسایگی یکسان غیرقابل تشخیص هستند، دارند.
توسعه تغییرپذیر تنوع فراوانی در انواع پروژه‌هایی که CLTها دنبال می‌کنند وجود دارد. وآنها در مقام گسترش این پروژه‌ها عمل می‌کنند. بسیاری از CLTها توسعه را به وسیلهٔ کارکنان خود انجام می‌دهمد. بقیه توسعه را به شرکای انتفاعی یا غیرانتفاعی می‌سپارند و تلاش‌های خود را به جمع‌آوری زمین و حفظِ قابل خرید بودن هر بنای واقع در آن، محدود می‌کنند. بعضی از CLTها روی یک نوع خاص و اجاره مسکن مثل خانه‌های ملکی مجزا، تمرکز می‌کنند. بقیه CLTها از انعطافپذیری خاص این مدل نهایت استفاده را می‌برند. آن‌ها انواع مختلف مسکن و اجاره را توسعه می‌دهند، یا روی رشد بیشتر یک کمیته همراه با تعهدِ گوناگون بودن پروژه‌های تجاری و مسکونی، تمرکز می‌کنند. CLTهای اطراف کشور خانه‌ها، دوپلکس‌ها، آپارتمان‌ها، تعاونی‌ها، اتاق‌ها، ساختمان‌های چند واحده، وخانه‌های سیارِ تک خانواده‌ای را، بنا (یا مرمت یا خرید مجدد) کرده‌اند. CLTها امکاناتی را برای کسب و کار محله‌ای، سازمان‌های غیرانتفاعی، و آژانس‌های خدمات اجتماعی، فراهم کرده‌اند. CLTها محل‌هایی برای باغ و پارک برای اعضای کمیته در نظر گرفته‌اند. زمین عنصر مشترکی است که همه آن‌ها را به هم متصل می‌کند. CLT یک رشته اجتماعی است که همه آن‌ها را به هم مرتبط می‌کند.